# Емануель Наваррете — Оскар Вальдес
Бій Емануель Наваррете — Оскар Вальдес (англ. Emanuel Navarrete vs Oscar Valdez) — професійний боксерський поєдинок за титул WBO у другій напівлегкій вазі між мексиканцями Емануелем Наваррете і Оскаром Вальдесом. Бій відбувся 12 серпня 2023 року на Дезерт Даймонд Арені в Глендейлі (штат Аризона, США). Емануель Наваретте здобув перемогу одностайним рішенням.

## Передумови
Емануель Наваррете (37-1, 31 КО), уродженець Сан-Хуан-Зітлальтепека, завоював свій перший титул чемпіона світу в грудні 2018 року, коли здолав у поєдинку за пояс WBO у другій легшій вазі Ісаака Догбо. Далі Наваррете провів п'ять успішних захистів свого поясу і перейшов у напівлегку вагу, де у жовтні 2020 року здолав Рубена Віллу в бою за вакантний титул WBO. 28-річний боксер провів 3 захисти свого поясу, здобувши перемоги над Крістофером Діасом, Джоетом Гонсалесом та Едуардо Баесом, після чого перейшов у другу напівлегку вагову категорію. У лютому 2023 року Наваррете завоював титул вже у третій ваговій категорії, здолавши технічним нокаутом Ліама Вілсона.
Оскар Вальдес (31-1, 23 КО), уродженець Ногалеса, представляв Мексику на Олімпійських іграх 2008 та 2012 років. У 2016 році вже у ролі професійного боксера Оскар завоював титул чемпіона світу за версією WBO у напівлегкій вазі, здолавши Матіаса Руеду. Провівши шість успішних захистів свого поясу, «Король» перейшов у другу напівлегку вагу. Здобувши перемоги над Адамом Лопесом у 2019 році та Джейсоном Велесом у 2020 році Вальдес отримав можливість провести бій за титул чемпіона світу за версією WBC проти Мігеля Берчельта у лютому 2021 року. Попри менші зріст та розмах рук, під час поєдинку Вальдес проводив часті й успішні контратаки, відправивши суперника три рази у нокдаун, останній з яких приніс «Королю» перемогу нокаутом. Далі мексиканець провів бій проти олімпійського чемпіона Робсона Консейсана, а потім зазнав першої у кар'єрі поразки, поступившись у квітні 2022 року Шакуру Стівенсону у поєдинку за титули WBC та WBO. Востаннє Вальдес виходив на ринг 20 травня 2023 року в андеркарді поєдинку Девін Хейні — Василь Ломаченко, коли здолав одностайним рішенням Адама Лопеса.

## Час початку
Мейнкард розпочався о 5:00 за київським часом, а головний бій — о 7:00.

## Транслятори
В Україні трансляція пройшла на телеканалі Megogo Гонг.